# Crescent Dunes
Crescent Dunes — нефункционирующая солнечно-топливная электростанция (или солнечно-термодинамическая электростанция) (СТЭС) башенного типа, расположенная в округе Най, штата Невада, США. Проектная мощность 125 МВт. Строительство началось 1 сентября 2011 года. Электростанция поставляла электричество потребителям с сентября 2015 года.
Эксплуатация станции была сопряжена с чередой нарастающих технических проблем. Наибольший объём выработки электроэнергии станция смогла показать в 2018 году, достигнув 20% от своей проектной мощности.
Станция была полностью остановлена в апреле 2019 года.

## Основные сведения
Станция расположена в 310 км к северо-западу от Лас-Вегаса, вблизи границы штата Невада со штатом Калифорния. Стоимость строительства составила 1 млрд долларов. Подрядчиком выступила компания SolarReserve.
Состав сооружений станции:
- Башня-концентратор, высотой 160 м;
- Площадь участка гелиостатов 6,76 км², число гелиостатов 17500 шт, каждый площадью 62,4 м².

По условиям договора, электростанция на протяжении последующих 25 лет должна была продавать вырабатываемую электроэнергию по цене 0,135 доллара за  кВт⋅ч.. Единственный потребитель, NV Energy, расторг договор в 2019 году в связи с остановкой станции. Владелец стации заявил о банкротстве 30 июля 2020 года.

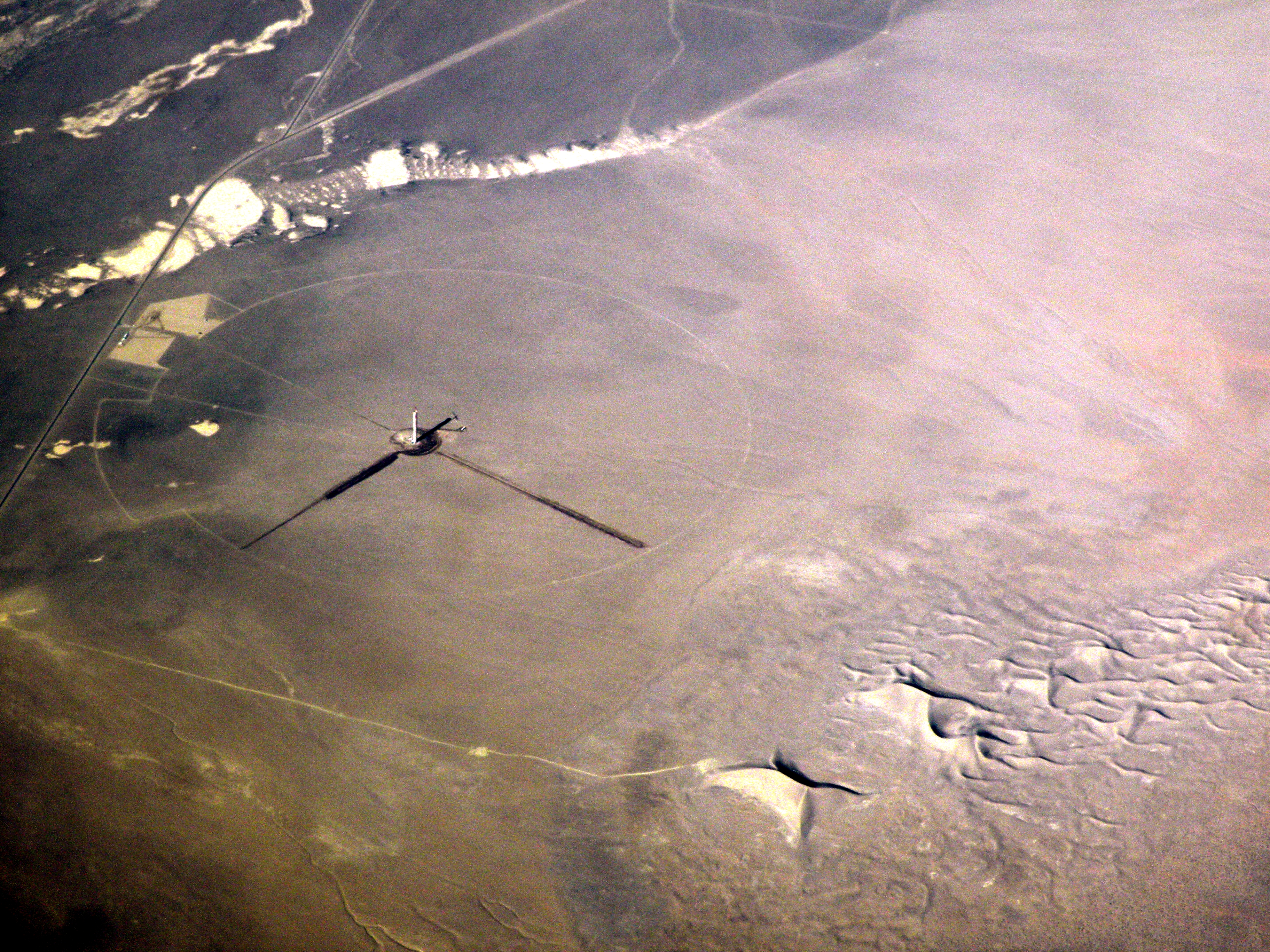
2012, январь. Строительство станции (вид с борта авиалайнера). Дюны полумесяца, которые дали название станции, видны в правом нижнем углу.
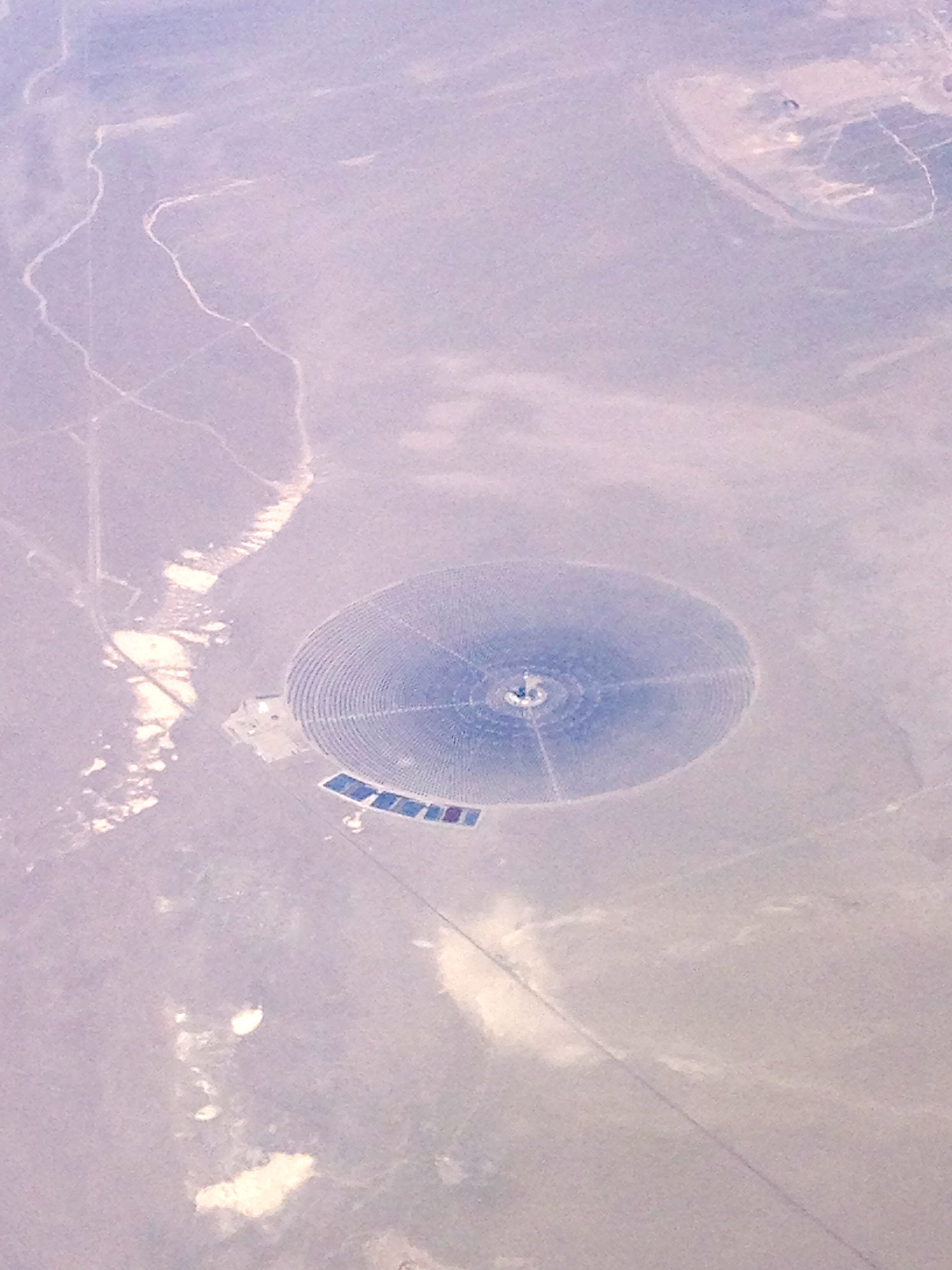
2014, август. Вид на электростанцию с самолёта.
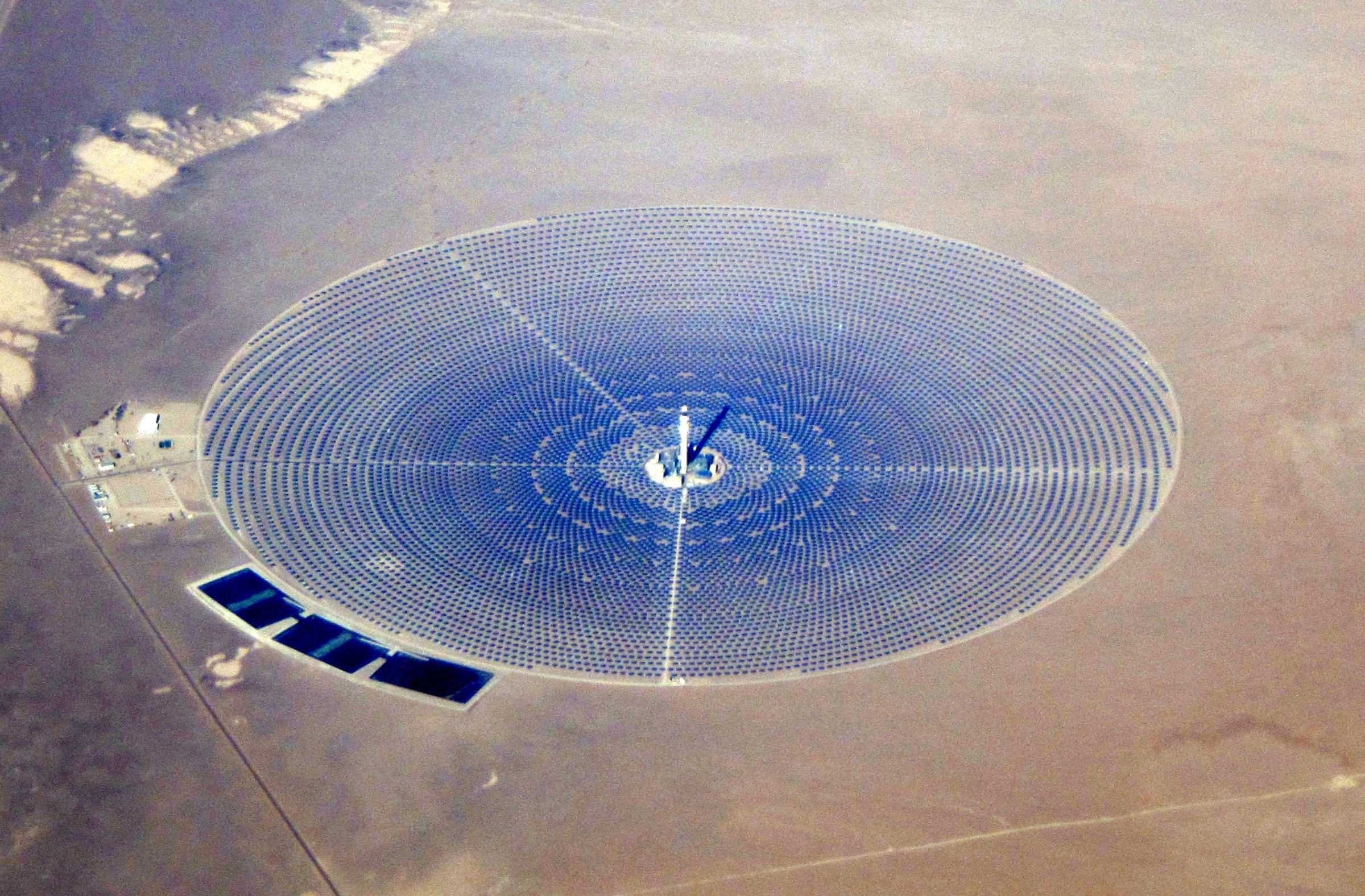
2014, декабрь. Строительство завершено.